# Przerodki
Przerodki – wieś w Polsce, położona w województwie mazowieckim, w powiecie żuromińskim, w gminie Lubowidz. Ma status sołectwa.
| SIMC    | Nazwa  | Rodzaj    |
| ------- | ------ | --------- |
| 0118807 | Kosmal | część wsi |

W latach 1975–1998 miejscowość administracyjnie należała do województwa ciechanowskiego.